# Balogh B. Márton
Balogh Béla Márton (Debrecen, 1952. október 22. –) pszichológus, pszichoterapeuta, író.

## Élete és munkássága
1971-ben érettségizett a Gyakorló Gimnáziumban. 1971–75 között a Kossuth Lajos Tudományegyetem matematika szakára járt két évig, majd műszaki rajzolóként dolgozott.
1975–1980 között pszichológia szakot végzett ugyanazon az egyetemen, diplomadolgozatát Zen buddhizmus - pszichológiai szempontú tájékozódás címmel írta.
1980–87 között klinikai, majd iskolapszichológusként dolgozott Budapesten, és klinikus szakpszichológus képesítést szerzett (1983).
1987 óta Japánban él. Szabadfoglalkozásúként irodalmi művekből kiinduló empátia-tréningcsoportokat vezet, magyar nyelvet tanít, és óvodákban rajzfoglalkozásokat tart.

## Könyvei
- Hani Kyóko - Balogh B. Márton: Tóku-kara kita kagami (Messziről jött tükör), Kirara Shobó, Tokió, 1996.
- Balogh B. Márton: Japán fürdő. JAK-Kijárat kiadó, Budapest, 1999.
- Balogh B. Márton: Bungaku ha ikirukoto wo tasukeru - Monogatari-shinrigaku ni tsuite (Az irodalom élni segít - A történet-pszichológiáról) Kodái Geijutsu Kenkyújo, Tokió, 2003.

## Kiállításai
- Bear in Mind. Liget Galéria, Budapest, 1999.
- Kokorono nakano kumasan (Mackó a szívedben), Ókurayama Kinenkan, Tokió, 2000.

## Interjú
- VAN-E ÁTJÁRÁS A ZEN ÉS A MACKÓSAJT KÖZÖTT?  Archiválva 2011. május 18-i dátummal a Wayback Machine-ben – Balogh B. Márton a kultúrák egymásra hatásáról. BALKON, 1998/11.

## Blogja
tusváros